# Die Autodoktoren
Die Autodoktoren ist eine seit 2020 ausgestrahlte Doku-Soap des deutschen Fernsehsenders VOX.

## Inhalt
Hans-Jürgen Faul und Holger Parsch reparieren in der Rubrik Die Autodoktoren des Magazins Auto Mobil bereits seit 2008 Autos. Dabei handelt es sich häufig um Fahrzeuge, die bereits in mehreren Werkstätten auf Fehler geprüft oder bei denen bereits erfolglos Reparaturen durchgeführt wurden. Ein Schwerpunkt liegt daher im Bereich der Fehleranalyse. In ihrer eigenen Sendung blicken Faul und Parsch auf die vergangenen Fälle zurück. Dabei werden auch Hintergrundinformationen geliefert und bisher unveröffentlichtes Material gezeigt. Neben den Fällen aus der Rubrik des Automagazins werden auch Ausschnitte aus den Folgen Neues aus der Werkstatt des YouTube-Kanals der Autodoktoren gezeigt. Außerdem kommen die Autodoktoren mit Personen ins Gespräch, deren Autos sie früher repariert haben.

## Veröffentlichung
Die Erstausstrahlung der ersten vier Folgen erfolgte ab dem 28. Juni 2020 Sonntags um 18:15 Uhr auf VOX. Weitere sieben Folgen wurden ab dem 21. Februar 2021 ausgestrahlt. Ab dem 23. Januar 2022 wurden schließlich die letzten sieben Folgen der ersten Staffel gesendet. Ab dem 8. Januar 2023 erfolgte die Erstausstrahlung von sieben Folgen der zweiten Staffel. Sieben weitere Folgen wurden ab 29. Oktober 2023 ausgestrahlt. Die dritte Staffel mit bisher 8 Folgen startet am 10. November 2024.

## Rezeption
Die ersten vier Folgen erzielten eine Einschaltquote von 5,7 % bei durchschnittlich 1,02 Millionen Zuschauern. Die 2021 ausgestrahlten Folgen erreichten durchschnittlich 1,43 Millionen Zuschauer, wobei die Einschaltquote erneut bei 5,7 % lag. Bei den im Jahr 2022 ausgestrahlten Folgen lag die Einschaltquote dann bei 5,5 % bei durchschnittlich 1,35 Millionen Zuschauern.